# Mom (canción)
«Mom» (en español: «Mamá») es una canción grabada por la cantante galesa Bonnie Tyler para su decimosexto álbum de estudio Rocks and Honey (2013). El cantante de country Garth Brooks grabó la canción en su álbum de 2014 Man Against Machine.

## Grabación
Bonnie Tyler escuchó por primera vez la canción que se llevaba a cabo en una sesión en el Bluebird Cafe, en Nashville, Tennessee. Tyler seleccionó la canción para que apareciera en su álbum Rocks and Honey.

## Respuesta de la crítica
Carys Jones de Entertainment Focus describe «Mom» como «una canción muy bien escrita».

## Versión de Garth Brooks
Garth Brooks grabó la canción en su álbum de 2014 Man Against Machine. Actuó en vivo en Good Morning America en noviembre de 2014, recibiendo una gran cantidad de atención de los medios en la promoción de su álbum. Fue lanzado como el segundo sencillo del álbum el 24 de noviembre de 2014.

### Posicionamiento en las listas
| País (2014–2015)                   | Mejor posición |
| ---------------------------------- | -------------- |
| Estados Unidos (Hot Country Songs) | 49             |

## Otras versiones
Una versión de The Nashville Nuggets debutó en el número 46 en el Billboard Hot Country Songs para la semana del 13 de diciembre de 2014.